# Zakon Bonifratrów w Warszawie
Zakon Bonifratów w Warszawie – warszawski Zakon Szpitalny Świętego Jana Bożego (OH) znajdujący się przy ul. Bonifraterskiej z siedzibę w budynku kościoła św. Jana Bożego, wybudowanego przez króla Augusta II Mocnego. 

## Historia Zakonu
Ojcem tego zakonu jest św. Jan Boży. W 1572 roku papież Pius V zatwierdził nową rodzinę zakonną - Zakon Szpitalny św. Jana Bożego.
Od tego czasu zakon rozszerzał swą działalność i w 1609 Bonifratrzy przybyli do Polski.
Kuria Generalna Zakonu w Rzymie 3 kwietnia 1922 roku wydała dekret o restytuowaniu prowincji polskiej, której prowincjałem został o. Jacek Misiak. Okres międzywojenny zakonnicy wykorzystali na modernizację szpitali i uruchamiali gabinety lekarskie. Natomiast podczas II wojny światowej zmuszeni byli opuścić większość szpitali, a jedynie pozostał im szpital krakowski. Szpital ten wykorzystywano dla całej ludności polskiej, a Bonifratrzy nie ustawali z pomocą biednym i poszukiwanym przez gestapo. W ciągu czterdziestolecia PRL-u załamało się prawie całe dzieło pracy braci. Szpitale upaństwowiono, a ich odsunięto od posługi dla chorych. Mimo to bracia zakonni zawsze znajdowali drogę, by pomagać innym. W 1997 odzyskali swój szpital w Krakowie, Łodzi i Marysinie.

## Bonifratrzy w Warszawie
Historia Ryszarda Pampuri rozpoczyna się u schyłku XX wieku. Jednak Bonifratrzy w Warszawie są już blisko 350 lat. Do Warszawy przybyli już w 1650, ale kościół wraz z klasztorem zaczęto tworzyć dopiero w 1728 roku. Na początku siedziba miała znajdować się w Lesznie, gdzie teren wyznaczony został przez Bogusława Leszczyńskiego, podskarbiego wielkiego koronnego. Kościół wraz z klasztorem okazał się jednak za mały na potrzeby braci miłosierdzia, a także znajdował się za daleko od stolicy dlatego przeniesiono ją na Krakowskie Przedmieście, potem do Ogrodu Saskiego, a w 1728 na stałe osiedlili się przy ulicy Bonifraterskiej. Nową siedzibę zaprojektowali słynni architekci Józef Fontana i Antonio Solari. W latach Polski Ludowej w 1984 otrzymali zezwolenie na budowę wielofunkcyjnego domu opieki na działce przy ulicy Sapieżyńskiej. Gotowy budynek został oddany do użytku w 1991, a w 1996 generał zakonu o. Pascual Piles zatwierdził kanonicznie nową wspólnotę zakonną ustanawiając jej patronem św. Ryszarda Pampuri.

## Obiekty Zakonu
W tym roku do tego budynku przeniesiono Kurię Prowincjalną, a 1 kwietnia 1996 otwarto Zespół Poradni i Lecznictwa. W domu przy ul. Sapieżyńskiej działają ponadto: apteka, przychodnia, punkt charytatywny, dom pomocy społecznej oraz domy formacyjne, domy pielgrzyma i jadalnia.Jadalnia działa od 1994 roku i służy biednym i potrzebującym w zaspokajaniu podstawowych potrzeb życiowych.

## Styl obiektów
Budynek Zakonu, jest wybudowany w stylu barokowego-klasycyzmu. Budynek charakteryzuje się cechami stylu klasycyzmu barokowego takimi jak:
- przewaga linii prostych
- duża symetria